# Günther Witschurke

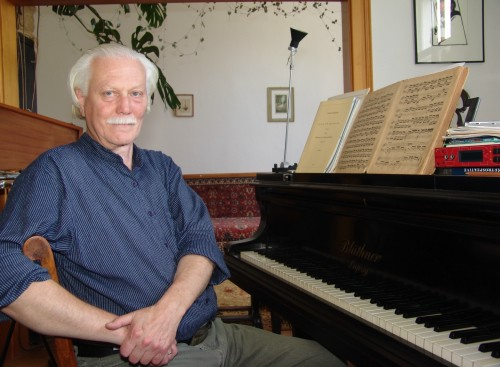
Günther Witschurke, im Juli 2007

Günther Witschurke (* 19. Juli 1937 in Dresden; † 4. Juli 2017 in Altenburg) war ein deutscher Komponist und Musikpädagoge.

## Leben
Witschurke studierte in Dresden bei Alois Bambula Posaune und schloss sein Studium mit dem Staatsexamen ab. Seine Erfahrung als Posaunist in verschiedenen Orchestern nutzte er als Grundlage für ein externes Kompositionsstudium bei den Professoren Karl-Rudi Griesbach, Hans-Hendrik Wehding und Fritz Geißler in Dresden.
Seit 1978 ist Günther Witschurke in Altenburg ansässig. Bis 1989 war er an der dortigen Landeskapelle als Posaunist angestellt, seitdem ist er als freischaffender Komponist und Musikpädagoge tätig. Seine Werke wurden nicht nur in vielen deutschen Städten aufgeführt, sondern auch im Ausland bekannt gemacht (Aufführungen u. a. in Ungarn, Bulgarien, Frankreich, Irland, Israel, Österreich, Spanien, Großbritannien, der Schweiz, den Niederlanden und den Vereinigten Staaten). Seit 1990 gruppiert sich um den Komponisten das Kammermusikensemble Eccolo, das sich für die Verbreitung seiner Werke einsetzt. Im Jahr 2010 erhielt Günther Witschurke den Kulturpreis der Stadt Altenburg.
Er verstarb nach längerer Krankheit in Altenburg.

## Werke (Auswahl)
Das umfangreiche Schaffen Witschurkes umfasst bislang über 180 Werke, darunter Opern, Ballette, Orchesterwerke, Chorwerke und -sinfonik, Solokonzerte, Kammermusik, Orgelwerke und Lieder. Einige seiner Werke gingen 1987 beim Brand des Altenburger Schlosses verloren.

### Bühnenwerke
- Aschenputtel, Schauspielmusik op. 12 (1974, Uraufführung 1974)
- Der Selbstmörderklub, Ballett op. 42 (1987)
- Mann im Mohn, Spieloper für Kinder op. 97 (1994, UA 1995)
- Amor und Psyche, Kammeroper op. 98 (1994, UA 1995)
- Monadenoper, große Oper op. 100 (1994)

### Konzerte
- Posaunenkonzert op. 16 (1975)
- Paukenkonzert op. 17 (1976, UA 1981)
- Violinkonzert op. 37 (1986, UA 1989)
- Tripelkonzert für Englischhorn, Bassklarinette, Kontrafagott und Streichorchester op. 58 (1990, UA 1992)

### Orchesterwerke
- Sarabande (Erste Fassung) op. 6 (1968, UA 1968)
- Dramatische Ouvertüre op. 8 (1971, UA 1971)
- Marienbildnis op. 36 (1986, UA 1996)
- Vierte Sinfonie op. 45 („Altenburger Sinfonie“) (1987, UA 1989)
- Die Glasfenster von Jerusalem op. 116 (1997, UA 2002)
- Motette für Kammerorchester in Memoriam Josquin des Prés (1998, UA 1998)
- Ground Zero op. 152 (2002)

### Kammermusik
- Aus einer Träne eine Perle machen für Sprecher, Holzbläser, Streicher und Glockenspiel op. 38 (1986, UA 1986)
- Streichquartett op. 50 (1989, UA 1990)
- Eccolo für sieben Holzbläser op. 61 (1991, UA 1991)
- sans nom für vier Holzbläser op. 71 (1992, UA 1992)
- Melos für Fagott und drei tiefe Streichinstrumente op. 76 (1992)
- Requiem für Käthe Kollwitz für Violine, Klavier, Synthesizer und Schlagwerk op. 91 (1993, UA 1995)
- Lasst uns nun gehen gen Bethlehem für Kammerorchester und Sprecher op. 120 (1997, UA 1997)
- Collage avec Choral für Trompete, Posaune, Orgel, Xylophon und Glockenspiel op. 139 (2000, UA 2000)
- Collage avec chant für Orgel, Trompete, Viola, Cello, Glockenspiel und Cabaza op. 153 (2003, UA 2003)
- Gloria in exelsis deo für Orgel, Trompete, Flöte und Glockenspiel op. 161 (2005, UA 2005)
- Pentaton für Klavier, Flöte, Cello, Glockenspiel und Gong op. 174 (2007, UA 2007)
- Friedensgebet für Orgel, zwei Posaunen, Tuba, Sopranstimme, Pauken, Glockenspiel und Gong op. 178 (2009, UA 2009)
- ∞ für Orgel, Trompete, Viola, Flöte, Pauken, Xylophon, Glockenspiel und Schlagwerk op. 180 (2010, UA 2010)
- NY für Posaune, Kontrafagott, Trompete, Flöte, Klarinette und Glockenspiel op. 181 (2010)

### Chormusik
- Die Glocken von Chatyn für Chor und Orchester op. 23 (1980, UA 1989)
- Messe der Demut für gemischten Chor und Orchester op. 72 (1992, UA 1994)
- Krippenspiel (Weihnachtsgeschichte) für Kinderchor, vier Blockflöten, Orgel, Schlagwerk und Sprecher op. 84 (1993, UA 1993)
- DO NO PA für gemischten Chor, Orgel, Trompete, Pauke und Glockenspiel (1999, UA 1999)
- Legende für Mädchenchor op. 138 (1999, UA 2000)
- „Dem Herrn will ich singen und spielen“ für Blechbläserensemble, Orgel, Pauken, Glockenspiel, Gong, Röhrenglocke und gemischten Chor op. 164 (2005)
- ...höre meine Stimme...für dreistimmigen Mädchenchor und Orgel op. 170 (2007, UA 2007)
- Passion. Das Leiden unseres Herrn Jesus Christus nach dem Matthäus-Evangelium für gemischten Chor, Sprecher, Instrumentalensemble und Orgel op. 171 (2007, UA 2008)

### Musik für Blechbläser
- Marienbildnis für vier Posaunen op. 26 (1982, UA 1984)
- Passacaglia op. 55 (1989, UA 1990)
- Die fünfte Posaune op. 57 (1990, UA 1991)
- Die sechste Posaune op. 64 (1991, UA 1991)
- Die siebte Posaune op. 80 (1993, UA 1993)
- Drei Begegnungen für Blechblasorchester, Orgel und Pauke op. 95 (1994, UA 1995)
- Selig sind die Sanftmütigen für vier Posaunen op. 124 (1998, UA 1998)
- DEUS NOSTER REFUGIUM für Blechblasorchester, Orgel und Schlagwerk op. 141 (2001, UA 2001)

### Solostücke und Duette
- Miniature für Posaune und Klavier op. 9 (1971, UA 1971)
- Klavierbuch für Eszter und Vera op. 21 (1978, UA 1992)
- Guernica für Klavier op. 35 (1986, UA 1987)
- Hommage à Johann Ludwig Krebs, Toccata für Orgel solo op. 53 (1989, UA 1990)
- Hymnen für Orgel (ohne Pedal) und Fagott op. 117 (1997, UA 2000)
- Tränenloses Requiem für Orgel solo op. 78a (1999, UA 1999)
- Lamentation for New York für Orgel solo op. 146 (2001)
- Construction für Orgel solo op. 147 (2002, UA 2003)
- Trinité für Orgel solo op. 158 (2005, UA 2005)
- Series für Violine solo op. 182 (2011)

### Lieder
- Fünf Duette für Alt und Horn mit Schlagwerk op. 22 (1979, UA 1980)
- Novembertag für Alt und Klavier op. 30 (1985, UA 1991)
- Harzmondzyklus für Alt und Klavier op. 63 (1991, UA 1991)
- Die Liebe ist gestorben an dir für Mezzosopran op. 73 (1992, UA 1993)
- Zwei koreanische Lieder für Sopran und Fagott op. 101 (1995, UA 1995)
- Alles hat seine Zeit für Orgel und Sopran op. 115 (1997, UA 1997)
- Lied an den toten Freund für Klavier, Sopran, Schlagwerk und Sprecher op. 127 (1998, UA 1998)